# 林恩維爾 (愛荷華州)
林恩維爾（英語：Lynnville）是一個位於美國愛荷華州傑斯帕縣的城市。

## 地理
林恩維爾的座標為41°34′41″N 92°47′08″W / 41.57806°N 92.78556°W，而該地的平均海拔高度為253米（即830英尺）。

## 人口
根據2010年美國人口普查的數據，林恩維爾的面積為2.55平方千米，當中陸地面積為2.55平方千米，而水域面積為0.00平方千米。當地共有人口379人，而人口密度為每平方千米148人。